# William Dod
William Dod (Lower Bebington, Merseyside, 18 de juliol de 1867 - Earls Court, Londres, 8 d'octubre de 1954) va ser un arquer anglès que va competir a començaments del segle xx.
Nascut a Bebington, era descendent de Sir Anthony Dod d'Edge, que va ser nomenat cavaller a la batalla d'Azincourt pel rei Enric V.
Dod va ser educat a casa per professors particulars gràcies a néixer en el si d'una rica família que havia fet fortuna amb el comerç del cotó. Aquest fet li va permetre no haver de treballar per guanyar-se la vida i poder dedicar tot el seu temps a practicar el golf i la caça. Va descobrir el tir amb arc a la casa de la família de Legh.
Ni Dod ni la seva germana Lottie havien disputat cap competició de tir amb arc fins que es van mudar de la seva vida nadiua al sud de Berkshire, el 1906, on es van unir al recentment creat Welford Park club de tir amb arc. Dos anys més tard va prendre part en els Jocs Olímpics de Londres, on va guanyar la medalla d'or en la prova de la ronda York del programa de tir amb arc. William Dod va ser el tirador que millor es va adaptar a la pluja torrencial que va afectar tots els participants el primer dia de la competició i al vent de la segona jornada, amb la qual cosa guanyà amb 47 punts sobre Reginald Brooks-King.
El 1909 i 1911 guanyà el títol nacional de Tir amb Arc i poc després abandonava la pràctica d'aquest esport per tornar a dedicar-se al golf. El 1912 va arribar a la quarta ronda del Campionat Amateur Britànic.
Després de l'esclat de la Primera Guerra Mundial Dod es va allistar al cos Royal Fusiliers i va servir com soldat en les trinxeres durant un breu període, abans de ser transferit a la Royal Navy. En ella hi va romandre un any com a oficial administratiu abans de ser enviat a Anglaterra.
Tant ell com la seva germana es van establir a Westward Ho! en finalitzar la Segona Guerra Mundial i un cop va fer vuitanta anys es traslladà a Londres, on morí el 1954.